# Belmonte Airport (flygplats i Brasilien)
Belmonte Airport är en flygplats i Brasilien.   Den ligger i kommunen Belmonte och delstaten Bahia, i den östra delen av landet, 1 000 km öster om huvudstaden Brasília. Belmonte Airport ligger 2 meter över havet.
Terrängen runt Belmonte Airport är mycket platt. Havet är nära Belmonte Airport åt sydost. Trakten är glest befolkad. Närmaste större samhälle är Belmonte, 1,6 km nordväst om Belmonte Airport.